# John Covel

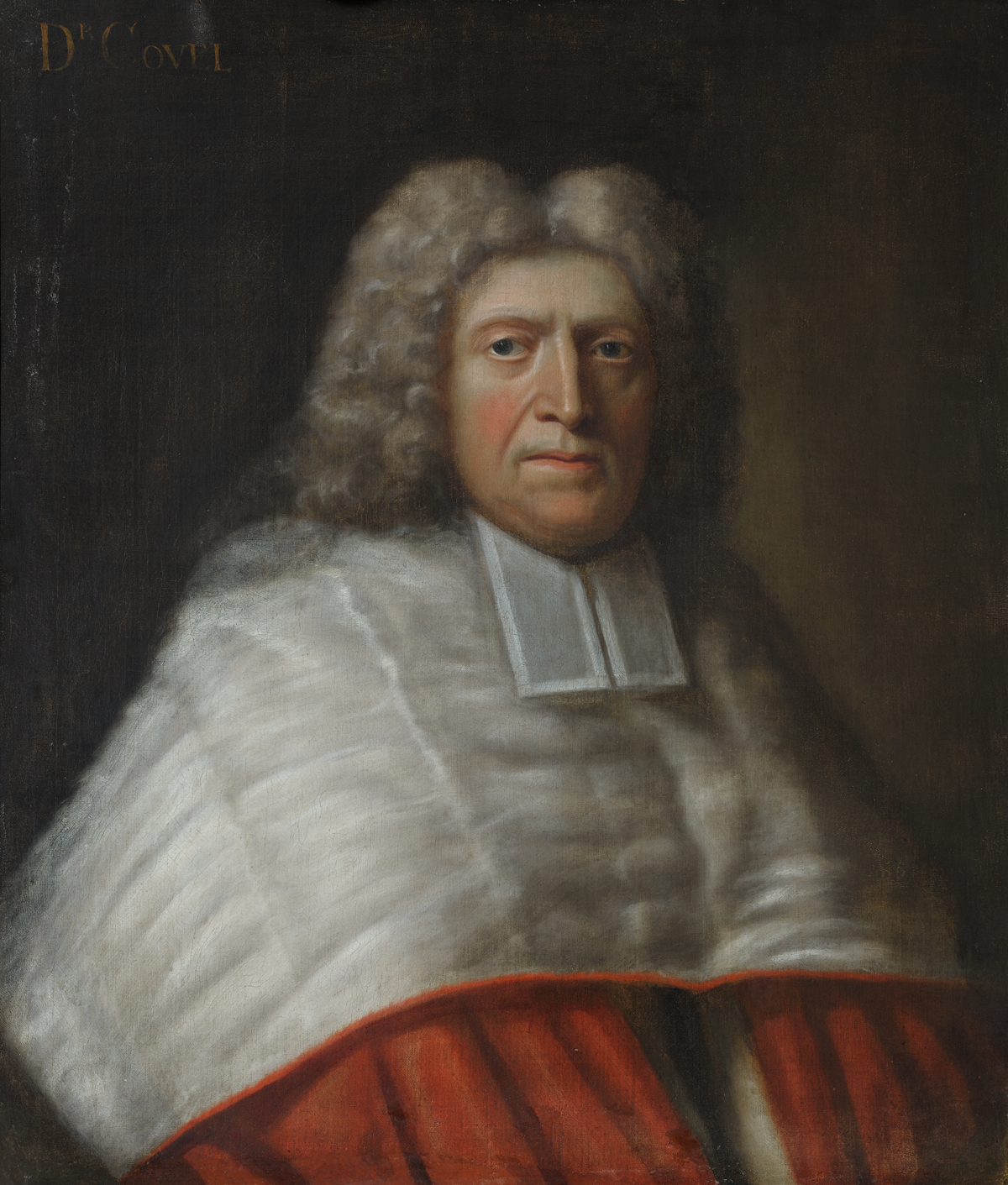
John Covel 1716

John Covel (2. April 1638 in Horningsheath, Suffolk – 19. Dezember 1722 in Cambridge) war ein englischer Geistlicher und Wissenschaftler. Unter anderem wirkte er als Geistlicher der Levant Company in Konstantinopel. Von 1670 bis 1677 war er Geistlicher der englischen Botschaft in Konstantinopel. Ein Teil seiner Tagebücher aus dieser Zeit (1670 bis 1679) wurde von der Hakluyt Society veröffentlicht.